# Сесень (Молдова)
Сесень (рум. Săseni) — село у Калараському районі Молдови. Адміністративний центр однойменної комуни, до складу якої також входить село Баху.

## Населення
За даними перепису населення 2004 року у селі проживали 1758 осіб.
Національний склад населення села:
| Національність       | Кількість осіб | Відсоток   |
| -------------------- | -------------- | ---------- |
| молдавани румуни     | 1656 87        | 94,2% 4,9% |
| українці             | 6              | 0,3%       |
| росіяни              | 4              | 0,2%       |
| гагаузи              | 2              | 0,1%       |
| болгари              | 1              | 0,1%       |
| інша / без відповіді | 2              | 0,1%       |
| Всього               | 1758           | 100%       |